# Новгородское дело

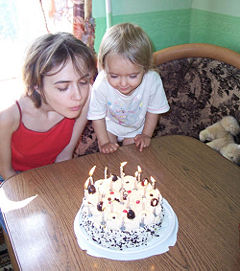
Антонина Мартынова и ее дочь Алиса в день рождения Алисы в 2006 году

«Новгородское дело» — уголовное дело против Антонины Фёдоровой (во втором замужестве, с 2008 по 2024 год, носившей фамилию Мартынова), 1985 года рождения, обвинённой в 2007 году в покушении на убийство своей двухлетней дочери Алисы в Великом Новгороде.
26 февраля 2007 года Алиса упала в лестничный проём с третьего этажа. Единственным свидетелем оказался 11-летний мальчик, стоявший на лестничной площадке этажом выше. Он рассказал соседям, что видел, как «старшая девочка сбросила младшую». По версии Фёдоровой, произошедшее было несчастным случаем: девочка сама пролезла через лестничное ограждение, Фёдорова попыталась её схватить, но та упала вниз.
19 марта Фёдоровой было предъявлено обвинение в покушении на убийство. Обвиняемая свою вину не признала.
После сообщения в блоге мужа Антонины Кирилла Мартынова, пользователя «Живого журнала» hvil (ныне kmartynov), дело получило широкий общественный резонанс в Рунете и СМИ.
В июле 2008 года прошёл закрытый суд, на котором коллегия присяжных признала обвиняемую виновной, однако Мартынова—Фёдорова не явилась на следующее заседание, исчезла вместе с дочерью и в течение почти 16 лет находилась в розыске.
Весной 2024 года Антонина Мартынова была задержана полицией в Ставрополе и помещена в СИЗО Великого Новгорода. Рассмотрение дела продолжилось с той же стадии, где оно прервалось 16 лет назад.
7 мая 2024 года Новгородский областной суд признал Мартынову виновной и назначил срок в 9 лет лишения свободы. 19 сентября того же года Первый апелляционный суд общей юрисдикции сократил срок заключения до восьми лет и заменил реальный приговор условным (с испытательным сроком в четыре года), освободив Антонину Фёдорову из-под стражи.

## Хронология событий

### 2007 год
26 февраля дочь Антонины Алиса упала в лестничный проём с третьего этажа. Свидетелем происшествия оказался 11-летний Егор Кудров, друг сына соседей, стоявший, по его словам, на лестничной площадке этажом выше. Он рассказал соседям, будто бы видел, как «старшая девочка сбросила младшую». По версии Антонины, произошедшее было несчастным случаем. Подробнее о двух версиях см. разделы Версия следствия и Версия защиты.
Дочь с матерью были доставлены на «скорой» в больницу. У Алисы были зафиксированы сотрясение мозга, перелом челюсти, три выпавших зуба и ушибы. Один из соседей вызвал милицию, сначала она приехала на место происшествия, а затем в больницу, и в больнице с Антонины было взято письменное объяснение, пока ребёнок был на диагностике.
16 марта оперуполномоченный принёс Антонине повестку о привлечении её в качестве свидетеля по факту оперативной проверки причин падения ребёнка. По словам Кирилла, он дал устный комментарий о том, что в её действиях найден состав преступления, соответствующий ст. 105 УК РФ «Убийство». До августа 2007 года дело вёл следователь по особо важным делам прокуратуры Великого Новгорода, советник юстиции Владимир Викторович Колодкин, затем оно передавалось другим следователям.
18 марта дело соглашается вести адвокат Константин Пакин, известный, в частности, защитой Евгения Михайлова по обвинению в убийстве писателя Дмитрия Балашова, бывший следователь. По словам Кирилла, адвокат принципиально настаивал на отсутствии огласки дела, обещая в противном случае сразу от него отказаться.
19 марта Антонина и Кирилл дали показания следователю Колодкину.
20 марта в Москве по совету адвоката Пакина Антонина прошла независимое полиграфическое исследование (на «детекторе лжи»).
22 марта было возбуждено уголовное дело по статье 30 ч.3, ст. 105, ч.1 УК РФ.
23 марта член Общественной Палаты РФ Алексей Чадаев сделал запрос на имя прокурора городской прокуратуры Ефимова с просьбой предоставить материалы дела, не являющиеся тайной следствия, в комиссии ОП по регионам и взаимодействию с правоохранительными органами, собранной пользователем Живого журнала aysaa.
26 марта председатель Союза писателей России Валерий Ганичев написал письмо на имя губернатора Новгородской области Прусака с характеристикой семьи Антонины и Кирилла и просьбой обратить внимание на ситуацию. Из администрации города пришёл ответ позднее, что письмо отправлено для ознакомления в прокуратуру.
27 марта следователь послал постановление о возбуждении уголовного дела, а также запрос в родительскую опеку с требованием «немедленного отобрания ребёнка на основании ст. 77 Семейного кодекса РФ». По словам Кирилла Мартынова, следователь, позвонив в органы опеки, сказал дословно: «Фёдорова созналась в попытке убийства дочери, заберите ребёнка».

В связи с запросом из Общественной палаты адвокат Константин Пакин отказался вести дело

По информации, переданной анонимным источником в прокуратуре журналисту А. Летягину, «в этот день ребенок был отобран у матери органами опеки и попечительства и передан другим родственникам». Кирилл Мартынов опровергает эту информацию.
30 марта запрос следователя дошёл до органов опеки, которые предприняли попытку без постановления представителя местной администрации и без судебного решения забрать Алису.
6 апреля Антонину вызвали в прокуратуру на 9 апреля. Адвокат Владимир Байдюк (тоже бывший следователь) отказался от дела, заявив, что «за дело не возьмется, потому что оно решённое, и 99 процентов, что ей дадут реальный срок по 105 статье». Был найден новый адвокат, который принял дело.
9 апреля Антонина давала показания в прокуратуре в качестве подозреваемой. По словам Кирилла Мартынова, её на допросе «запугивали», угрожая переквалификацией на ст. 105, ч. 2, называя эту статью «расстрельной».
13 апреля с Антонины взяли подписку о невыезде.
18 апреля состоялась комплексная судебная психолого-психиатрическая экспертиза, которую проводили психиатры и психолог-эксперт Новгородского областного психоневрологического диспансера. Вывод экспертизы: как в период инкриминированного деяния, так и в настоящее время каким-либо психическим расстройством Фёдорова не страдала и не страдает.
19 апреля Фёдоровой было предъявлено обвинение в совершении преступления, предусмотренного пунктом «в» части 2 статьи 105 с применением части 3 статьи 30 УК РФ (попытка умышленного убийства), после чего она была помещена в КПЗ.
В 16:30 Новгородским городским судом по ходатайству следователя было вынесено постановление об избрании меры пресечения в виде заключения под стражу. Следователь обосновывал ходатайство тем, что Фёдорова «обвиняется в совершении особо тяжкого преступления, нигде не работает, постоянно находится в контакте и проживает совместно со своей малолетней дочерью и может вновь совершить насильственные действия в отношении своего ребёнка. Кроме того, тяжесть предъявленного обвинения может свидетельствовать о том, что обвиняемая скроется от органов следствия и суда и таким образом воспрепятствует производству по делу». Согласно статье 108 УПК РФ, заключение под стражу должно применяться лишь «при невозможности применения иной, более мягкой, меры пресечения». Однако суд в своём решении основывался лишь на тяжести предъявленного обвинения; никаких конкретных обстоятельств, дающих основания опасаться, что Фёдорова может скрыться от следствия либо совершить насильственные действия в отношении своей дочери, следователем представлено не было.
После принятия постановления суда Фёдорова была отправлена в следственный изолятор.
Вечером в блоге Кирилла Мартынова появляется первое открытое для всех сообщение об этом уголовном деле.
20 апреля сообщения в блогах Кирилла и друзей семьи появляются в «топе Яндекса» — списке самых популярных записей блогов, на эти сообщения появляются сотни ссылок в других блогах. Информационное агентство REGNUM ввело в оборот словосочетание «новгородское дело». Создано ЖЖ-сообщество novgorod_delo. Максим Кононенко приостановил ведение известного блога vladimir.vladimirovich.ru, поместив там сообщение о деле. Появляются комментарии Холмогорова и других.
В Новгороде постановление о заключении под стражу было обжаловано в областной суд в порядке статьи 108.11 УПК РФ. Жалоба была рассмотрена 8 мая (см. ниже).
21 апреля в передаче «Особо опасен» в эфире НТВ показан сюжет о новгородской организованной преступности и её связях с региональными властями, который даёт начало обсуждению темы «Новгород — бандитский заповедник» в контексте кампании по защите Антонины.
22 апреля депутат городской Думы Великого Новгорода Александр Дейна обратился с письмом к прокурору города Андрею Ефимову.

Информация об аресте Антонины начинает появляться во многих сетевых СМИ, часто с некорректными заголовками, прямо утверждающими, что мать пыталась убить ребёнка; Кирилл обращается к коллегам с просьбами изменить их на нейтральные, иногда угрожая при этом судебными исками. Отслеживанием занимаются также в сообществе novgorod_delo.
23 апреля прозвучало выступление Егора Холмогорова на Радио «Маяк», и вышла статья Алексея Корякова в «Агентстве национальных новостей», озвучившая точку зрения прокурора и обвиняющая Живой Журнал в «давлении на присяжных».
24 апреля письмо с обстоятельствами дела передано депутату Государственной Думы РФ А. В. Чуеву. Заключено соглашение с адвокатом Константином Александровичем Рыбаловым адвокатской коллегии «Барщевский и партнёры».
25 апреля получен официальный ответ следователя Колодкина на запрос депутата Дейны (см. следующий раздел). В «Новой новгородской газете» вышла большая (на всю газетную полосу) статья Алексея Корякова, полностью поддерживающая точку зрения обвинения. (В дальнейшем Коряков принёс извинения Антонине и написал более объективную статью.)
26 апреля был сделан адвокатский запрос на имя начальника СИЗО, так как Антонина Фёдорова жаловалась на состояние здоровья. В блоге Кирилла Мартынова появился текст обращения в Генпрокуратуру, которое было многими отправлено.
В конце апреля — начале мая в сообществе novgorod_delo была организована кампания по моральной поддержке Антонины. В СИЗО в больших количествах отсылались письма, телеграммы и телексы, в том числе из стран ближнего и дальнего зарубежья.
27 апреля адвокат направил на имя прокурора Новгородской области просьбу отменить меру пресечения в порядке статьи 110 УПК РФ, а также прекратить уголовное дело в связи с отсутствием в действиях Антонины состава преступления.
28 апреля в Новгороде прошла пресс-конференция с участием Максима Кононенко, Алексея Чадаева и Кирилла Мартынова.
2 мая вышло заявление рабочей группы по защите прав детей Общественной палаты Российской Федерации о «новгородском деле».
3 мая был создан скрипт на PHP, помещающий на баннер с изображением Тони и Алисы надпись-счётчик: «Она в камере NN дней NN часов NN минут».
4 мая произведены следственные действия в подъезде дома, где всё произошло, с участием Антонины.
5 мая на НТВ в вечернем выпуске новостей показан репортаж о деле (видео, текст).
6 мая Новгородская региональная общественная организация «Региональный центр прав человека» сделала заявление относительно «новгородского дела». Вечером этого дня к делу подключается ещё один адвокат.
7 мая «новгородское дело» обсуждалось в передаче «Утренний разворот» на радио «Эхо Москвы».

Вечером того же дня Антонину выпустили под подписку о невыезде постановлением прокурора Ефимова. По словам Кирилла, Антонина тяжело переболела простудой. У неё были сильные сердечные боли и появились седые волосы. Она похудела в заключении до 36 кг.
8 мая Новгородский областной суд отменил постановление городского суда об аресте Антонины Фёдоровой, определив, что изменение меры пресечения с подписки о невыезде на заключение под стражу было проведено, в нарушение УПК, без достаточных оснований.
В этот же день появились новые сообщения в блоге Антонины. В частности, она сообщила, что ей запрещено видеться с собственным ребёнком без его официального представителя, которым является отец ребёнка (первый муж Антонины).
В этот же день, как позже стало известно, проводился допрос мальчика, показания которого легли в основу обвинения.
13 мая было записано видеообращение Антонины к поддержавшим её пользователям ЖЖ, а также первое после освобождения интервью.
16 мая в прокуратуру была подана жалоба на запрет Антонине видеться с ребёнком. В этот же день в эфир Первого канала вышла передача «Пусть говорят», часть которой была посвящена новгородскому делу.
25 мая должно было состояться заседание городского суда по рассмотрению жалобы на действия следователя Колодкина, однако оно было перенесено из-за неявки Антонины по состоянию здоровья. Предметом жалобы был отказ следователя приобщить к делу документы и свидетельства, предоставленные защитой. Этот отказ был отменён прокуратурой накануне, 24 мая.
30 мая городской суд рассмотрел жалобу Фёдоровой и отказался признать действия следователя незаконными, ссылаясь на решение, принятое прокуратурой 24 мая, снимающее, по мнению суда, предмет рассмотрения.
31 мая Антонина получила по почте постановление прокуратуры об отмене запрета на общение с ребёнком.
4 июня в Новгородский городской суд было подано исковое заявление Антонины Фёдоровой к прокуратуре Великого Новгорода о защите чести и достоинства. В этот же день состоялась амбулаторная психологическая экспертиза Антонины.
8 июня следователь Колодкин, находясь в командировке в Москве, начал делать попытки встретиться с московскими свидетелями защиты. В последующие дни он брал у этих свидетелей показания.
9 июня было подано заявление об отводе следователя и проведении проверки, утверждающее о наличии в действиях Колодкина признаков должностного подлога.
В этот же день в Новгороде была создана следственная группа.
13 июня в комнате и частной квартире Антонины прошли обыски. При обысках были изъяты медицинские карточки Антонины и Алисы, заключение эксперта-полиграфолога Ольги Белюшиной, стихи Антонины, её письма из тюрьмы, чистые дискеты и др. Сторонники обвиняемой опасались фальсификации улик.
14 июня член ОП РФ Алексей Чадаев рассказал в ЖЖ о своей беседе со следователем Колодкиным.
18 июня и 20 июня. В официальных ответах из Новгородской областной прокуратуры на жалобы (ответы датированы 7 и 9 июня) говорится, что «нарушений в ходе следствия не выявлено» и что «рассматриваются все версии, в том числе версия несчастного случая». Кирилл Мартынов заявляет о намерении обжаловать ответ на имя Генерального прокурора, указывая в тексте обжалования на нарушения, допущенные следователем, и на факты наличия в его действиях признаков состава преступления по нескольким статьям УК РФ.
25 июня городской суд вернул иск о защите чести и достоинства, мотивировав отказ тем, что в иске не был указан домашний адрес следователя. Сроки предварительного расследования были продлены до 22 июля.
26 июня Антонина получила отказ во временном выезде в Москву для поступления в МГУ. Отказ датирован 24 июня. Заявление с просьбой о выезде подавалось 18 июня.
27 июня был получен отказ в отводе следователя, датированный 18 июня.
4 июля Кирилл и Антонина зарегистрировали брак в новгородском ЗАГСе, при этом Антонина взяла фамилию мужа.
13 июля следователь Колодкин начинает делать попытки допросить потерпевшую (Алису), высылая в течение последующих дней повестки её бабушкам.
17 июля прокурор Ефимов заявил о намерении уточнить и перепредъявить Антонине обвинение. Следствие было снова продлено на месяц.
27 июля в сообществе novgorod_delo появилась информация о том, что решётка с места происшествия была спилена и перенесена в кабинет следователя для проведения следственного эксперимента с Алисой. Согласия на допрос Алисы и на проведение эксперимента Мартыновы не дали из-за опасений нанести ущерб детской психике. Органы опеки поддержали отказ от эксперимента.
31 июля следователь вынес постановление о назначении стационарной психиатрической экспертизы Антонины в Институте имени Сербского и направил его на рассмотрение в городской суд. Сроки предварительного расследования были продлены до 22 сентября. По мнению защиты обвиняемой, повторная экспертиза, назначенная следователем, является прямым свидетельством невозможности доказать факт попытки умышленного убийства.
1 августа рассмотрение постановления следователя в городском суде не состоялось из-за неявки адвоката, который не получил вовремя уведомление о заседании. Рассмотрение перенесено на 13 августа. Была сделана попытка не допустить на судебное заседание журналистов. В связи с несвоевременным извещением адвоката Антонина подала жалобу на действия следователя в порядке статьи 125 УПК; 9 августа жалоба была рассмотрена горсудом и оставлена без удовлетворения.
3 августа депутат Госдумы Евгений Ройзман получил на свой запрос ответ из Генпрокуратуры, датированный 27 июля. В ответе, в частности, сообщено, что следователь Колодкин был лишён премии за 3 квартал 2007 года за нарушения требования УПК при задержании подозреваемого, а прокурору города и его заместителю строго указано на ненадлежащий прокурорский надзор.
13 августа городской суд удовлетворил ходатайство прокуратуры о направлении обвиняемой на стационарную психиатрическую экспертизу. Защита заявила о намерении обжаловать решение в областном суде Съёмочная группа телекомпании «Триада» не была допущена на судебное заседание.
14 августа руководитель рабочей группы по защите прав детей ОП РФ О.В. Зыков направил на имя Генпрокурора Ю. Я. Чайки письмо с просьбой проверить законность и обоснованность последних постановлений следствия и другие обстоятельства уголовного преследования А. Мартыновой. Согласно последовавшему позднее сообщению Мартынова, ответа на письмо не поступало.
22 августа стало известно о том, что дело передано новому следователю.
27 августа состоялась встреча следователя А. В. Яшина с обвиняемой. Следствие настаивает на сдаче анализов для подготовки к помещению в стационар, назначенному на 12 сентября, несмотря на то, что решение суда не вступило в законную силу и должно быть кассационно обжаловано в областном суде. Прокуратура угрожает Антонине повторным арестом в случае отказа сдавать анализы.
6 сентября следователь Яшин сдал дело прокуратуре, откуда оно поступает во вновь образованный Следственный комитет.
7 сентября Кирилл Мартынов отправил в адрес прокурора Новгородской области заявление с просьбой возбудить в отношении прокурора города Ефимова А. А., его заместителя Михайлова Д. С. и следователя Колодкина В. В. уголовные дела по ст. 299 УК РФ — «Привлечение заведомо невиновного к уголовной ответственности». В заявлении утверждалось, что обвинение, предъявленное Фёдоровой 19 апреля, заведомо противоречило известным следователю фактам, что следствие исходило из презумпции виновности Антонины и что следователь имел целью вымогательство крупной суммы денег через доверенных лиц. Заявление было принято к рассмотрению в январе 2008 г. и передано прокурором города в Следственный комитет, который отказался рассмотреть его по существу; этот отказ был обжалован в городском суде, который отказал в удовлетворении жалобы (см. хронологию за начало 2008 года).
10 сентября стало известно о новом следователе, которому передано дело — Пальчук Дине Валентиновне.
11 сентября областной суд, в который было обжаловано решение горсуда от 13 августа об отправке Антонины на психиатрическую экспертизу, оставил это решение без изменений. В этот же день Максим Кононенко снова приостановил ведение блога vladimir.vladimirovich.ru, разместив на нём сообщение о деле.
12 сентября Антонина прибыла в Москву для прохождения экспертизы. Начало экспертизы было отсрочено до 17 сентября.
Руководитель рабочей группы ОПРФ по защите прав детей Олег Зыков опубликовал комментарий под названием «От фарса дело движется к трагедии».
17 сентября Антонина явилась в институт Сербского на стационарную экспертизу.
В мае 2008 года был опубликован рассказ Антонины о прохождении экспертизы.
1 октября на англоязычном российском канале Russia Today прошёл сюжет, посвящённый «новгородскому делу». Материал для сюжета снимался в конце сентября в Москве и Новгороде.
11 октября пребывание в стационаре закончилось, Антонина вернулась домой в московскую квартиру.
17 декабря, накануне даты, на которую обвиняемая была вызвана в Новгород для «перепредъявления обвинения», Кирилл Мартынов выпустил обращение к СМИ.
20 декабря предварительное расследование было окончено, Антонине было предъявлено уточнённое обвинение.
21 декабря началось ознакомление Мартыновой и её адвоката с материалами дела перед передачей его в суд.

В ходе ознакомления обвиняемой с делом её муж заявил, что в деле отсутствуют какие-либо доказательства мотива преступления, что видеозапись показаний мальчика, взятых в мае 2007 г., имеет ряд существенных отличий от протокола его допроса, причём они были получены при помощи наводящих вопросов, а следователь Пальчук воспрепятствовала копированию видеокассеты с показаниями.
21—24 декабря в сообществе novgorod_delo была организована рассылка жалоб в администрацию Президента РФ с просьбой обратить внимание органов Генпрокуратуры на ситуацию вокруг уголовного преследования Мартыновой и добиться проверки указанных в обращении фактов нарушения закона. Согласно ответам, поступившим в январе 2008 г., часть жалоб пересылалась в новгородскую областную прокуратуру, часть — в Генпрокуратуру РФ.

### 2008 год
- 9 января новгородской прокуратурой было принято к рассмотрению заявление Мартынова от 7 сентября о незаконном характере уголовного преследования Антонины[124][125]. Заявление в дальнейшем было передано прокурором города в Следственный комитет, который отказался рассмотреть его по существу и предложил обжаловать отказ на имя прокурора города[156]. В дальнейшем этот отказ был обжалован в городском суде, который отказал в удовлетворении жалобы[157].
- 10 января была подана жалоба в городской суд на отказ предоставить видеопоказания мальчика для копирования[158]. 14 января суд оставил жалобу без удовлетворения[159].
- 23 января ознакомление с материалами дела было окончено. Защитой был подан целый ряд ходатайств[160].
- 29 января дело поступило в прокуратуру на утверждение обвинительного заключения, однако прокуратура отказалась его подписать и вернула дело на доследование[161]. Об этом Мартыновым стало известно[162] лишь в начале марта.
- 7 февраля Антонина была вызвана в городскую прокуратуру для дачи объяснений; в ходе беседы следователь А. Л. Фомичёв сообщил ей о проведении проверки по разглашению данных предварительного расследования её мужем[163].
- 22 февраля по рапорту Д. Пальчук следователь Фомичёв возбудил уголовное дело против Кирилла Мартынова по ст. 310 УК РФ «Разглашение данных предварительного расследования», о чём последнему было сообщено 26 февраля[164][165][166].
- 29 февраля Мартынов дал в Москве показания следователю Фомичёву, в которых заявил, что считает действия следствия в отношении его жены незаконными, о чём «сообщает и будет сообщать как в официальные инстанции, так и в СМИ». Мартынов также вручил следователю заявление о том, что проведение в отношении него следствия в Новгороде незаконно и противоречит ст. 152 УПК[167]. Об этом же была подана жалоба в Басманный суд г. Москва. В постановлении о возбуждении дела утверждается, что Мартынов находился в момент совершения деяния «в неустановленном месте на территории Российской Федерации».
- 5 марта Кирилл Мартынов подал жалобу в Конституционный суд РФ, в которой поставил под сомнение конституционность действующей редакции статьи 310 УК РФ[168][169][170].
- 12 марта Фомичёвым были произведены следственные действия в Москве, включая обыски в квартирах Мартынова и его родителей. Мартынов отказался давать подписку о невыезде[171].
- 14 марта в СМИ появилась информация[172] о том, что новгородский Региональный центр прав человека распространяет листовку о «новгородском деле».
- 26 марта на сайте новгородского областного Следственного управления Следственного комитета появилось обращение[173] к представителям СМИ, требующее от журналистов под угрозой уголовного преследования «при отсутствии комментариев стороны обвинения воздержаться от освещения мнения защиты» и мотивирующее это требование тем, что «распространение и анализ комментариев […] исключительно одной стороны […] без освещения официальных данных из материалов уголовного дела, как это зачастую происходит, является необъективным и оказывает большое влияние на создание негативного общественного мнения о деятельности правоохранительных органов».
- 16 апреля в «Российской газете» появился html материал[174]. Владимира Богданова, освещающий дело исключительно со стороны обвинения. Впоследствии против «Российской газеты» и Богданова был подан иск о защите чести и достоинства[175], а рабочая группа по защите прав детей ОП РФ приняла по поводу публикации заявление[176].
- 17 апреля Антонина получила обвинительное заключение в связи с передачей дела в суд[177].
- 21 апреля дело поступило в Новгородский областной суд[178].
- 13 мая состоялось предварительное слушание, на котором прокуратура подала ходатайство о проведении закрытого судебного процесса. Ходатайство было удовлетворено. Муж обвиняемой обратился за помощью к СМИ для предания этого факта огласке[179][180][181][182]. Постановление о закрытом процессе было обжаловано[183] в кассационном порядке 23 мая.
- 21 мая в Общественной палате РФ состоялись слушания по «новгородскому делу»[184].
- 24 мая на Первом канале в передаче Н. Н. Дроздова «В мире людей» был показан сюжет о «новгородском деле». На экране впервые появился мальчик-свидетель[185][186][187]. Сюжет снимался в Новгороде в начале сентября 2007 года.
- 29 мая в Москве начался[188] сбор подписей под обращением[189] к Президенту РФ Д. А. Медведеву. В обращении содержится просьба «обратить внимание на ситуацию вокруг уголовного преследования Мартыновой А. В.», «защитить её нарушенные конституционные права» и «взять ситуацию под свой контроль». Подписи собирались в пяти городах России, в том числе в Санкт-Петербурге[190] и Воронеже[191]. 9 июня начался электронный сбор подписей[192] под обращением. За три дня его подписали свыше тысячи человек. 24 июня подписные листы были переданы[193] в Администрацию Президента.
- 9 июня и 24 июня состоялись закрытые судебные заседания, на которых проходил отбор присяжных.
- На 30 июня в Верховном суде РФ было назначено[194] рассмотрение жалобы о закрытом процессе, однако ввиду того, что согласно ст. 236 ч. 7 УПК судебное решение, принятое по результатам предварительного слушания, обжалованию не подлежит, жалоба не была удовлетворена[195]. Несмотря на то, что Конституционный Суд Российской Федерации своими постановлениями уже отменял запрет этой статьи УПК на обжалование некоторых решений, нарушающих конституционные права граждан, данный тип решений в КС пока не рассматривался.
- 2 — 22 июля в Новгороде проходили закрытые судебные слушания по существу дела.

Как выяснилось впоследствии, на суд не были допущены специально приехавшие в Новгород эксперты со стороны защиты; присяжные не имели возможности увидеть мать вместе с дочерью даже на фотографиях. По заявлению члена ОП РФ Олега Зыкова, сделанному после вынесения вердикта, суд «сделал все, чтобы перед присяжными представить информацию исключительно обвинительного толка»; он «не был заинтересован в объективном рассмотрении вопроса», так как на заседании была представлена только сторона обвинения.
- 24 июля коллегия присяжных признала Антонину виновной в инкриминируемом ей деянии, с указанием на то, что она не заслуживает снисхождения[198].
- 26 июля Кирилл Мартынов сообщает об ухудшении здоровья жены, проявляющемся в потере голоса и снижении веса, и о невозможности найти в Великом Новгороде врача необходимого профиля[199].

В этот же день в блоге Антонины появляются последние на сегодняшний день записи — о дне рождения Алисы.
- 27 июля сторонниками обвинения создано ЖЖ-сообщество novgorod_sekta.
- 28 июля запланированное заседание суда перенесено на следующий день из-за болезни обвиняемой. В Интернете появляются слухи об исчезновении Антонины Мартыновой, а также ролик, подлинность которого вызвала сомнения[200], с записью телефонного разговора, в котором якобы Кирилл Мартынов говорит об исчезновении жены. В сообществе novgorod_delo уничтожается ряд сообщений и усиливается модерация[201]. Мартынов в течение дня проявляет себя в Интернете несколькими малоосмысленными сообщениями («возвращаться, все именно так, как нам говорили»[202], «СРОЧНО СВЯЖИСЬ СО МНОЙ. ЕСТЬ СУТКИ. РЕШЕНИЕ ПРИНЯТО»[203]), которые вскоре стираются.
- 29 июля после повторной неявки обвиняемой Мартыновой на заседание суд принял решение об изменении меры пресечения с подписки о невыезде на арест. Слушание дела приостановлено до момента обнаружения обвиняемой. Кирилл Мартынов заявил, что его жена исчезла вместе с Алисой ещё в ночь с 26 на 27 июля, и об их местоположении ему ничего не известно. Суд объявил Антонину в федеральный розыск[204][205]. Первый муж Антонины Павел Фёдоров обратился в правоохранительные органы с заявлением о похищении бывшей супруги с дочерью[206], однако 31 июля было вынесено решение об отказе в возбуждении уголовного дела в связи с отсутствием события преступления[207].
- 7 августа Антонина Мартынова объявлена в региональный розыск по Новгородской области.
- 18 августа Антонина Мартынова объявлена УВД Новгородской области в федеральный розыск[208].
- 15 сентября «Комсомольская правда» опубликовала интервью[209] со следователями Колодкиным и Пальчук, в котором на вопрос «Следствие основывалось только на показаниях мальчика?» В. В. Колодкин ответил: «В принципе, да. Мальчик видел все своими глазами. И уже через минуту рассказал выбежавшим на шум соседям, что произошло. Спустившись вниз, при всех указал на Антонину: „Вот эта девочка сбросила другую“. Больше доказательств и не нужно».
- 22 октября Олег Михилевич опубликовал скан рукописного письма Антонины, адресованного сообществу novgorod_delo[210]. В письме Антонина пишет, что они с дочерью в порядке, также содержится призыв передавать материальную помощь через Олега[211]. Олег Михилевич создал сообщество для координации сбора средств. Кирилл Мартынов заявил, что хотя почерк в письме похож на почерк Антонины, но стиль не её, и предположил, что Антонина написала письмо в условиях физического или психологического насилия[210].

### 2012 год
- По сообщению пресс-службы УМВД РФ по Новгородской области, опубликованному в апреле 2012 года, Антонина Мартынова в то время скорее всего находилась в России, но за пределами области[212].

### 2023 год
- Согласно телепередаче «ЧП», вышедшей на канале НТВ 29 июня, МВД возобновило проверку причастности к делу Кирилла Мартынова, который по версии следствия мог являться главным вдохновителем преступления. Там же сообщалось, что единственный непосредственный свидетель Егор Кудров вскоре после возобновления проверки скончался от передозировки наркотиков[213].

### 2024 год
- 11 апреля. Полиция задержала Антонину Мартынову после 16 лет розыска в Ставрополе[214], где она проживала с повзрослевшей на тот момент дочерью, которую называли Марией. По утверждению журналистки Анастасии Мироновой, задержание стало возможным благодаря её помощи следственным органам[215].
- 7 мая. Новгородский областной суд приговорил Антонину Мартынову к 9 годам колонии[216].
- 21 августа. В Первом апелляционном суде общей юрисдикции в Москве началось рассмотрение апелляционной жалобы, поданной адвокатами Мартыновой и её дочерью Алисой Фёдоровой на приговор Новгородского суда. В ходе заседания выяснилось, что после вынесения приговора Антонина Мартынова по суду развелась со своим вторым мужем и вернула себе фамилию, которую носила до 2008 года — Фёдорова. В связи с тем, что «возникли новые обстоятельства о смене фамилии осужденной», апелляционная коллегия по уголовным делам посчитала необходимым перенести рассмотрение для уточнения данных о личности на месяц, 19 сентября[217].
- 19 сентября. Первый апелляционный суд общей юрисдикции в лице тройки судей рассмотрел апелляционную жалобу. Прокурор Генпрокуратуры Анна Горик, принявшая дело у новгородских коллег, несмотря на то, что в целом признала обвинительный приговор обоснованным, заявила, что выносивший приговор судья назначил женщине наказание «без учета влияния его на условия жизни её семьи и на условия жизни самой потерпевшей». «Исходя из принципа гуманизма», а также того факта, что подсудимая загладила вред, воспитывая дочь, и учитывая «категоричную» позицию потерпевшей, настаивавшей на отмене приговора, прокурор попросила смягчить Федоровой наказание, дав ей восемь лет колонии условно. Суд после совещания согласился с позицией обвинителя, заменив реальный приговор условным, и освободил обвиняемую Фёдорову из-под стражи[218]. Адвокаты Федоровой были рады, «что мать воссоединится с дочерью», однако назвали решение суда компромиссным, заявив, что не знают, будет ли Фёдорова пытаться полностью отменить приговор в кассации[219].
- В тот же день Кириллу Мартынову, бывшему супругу Антонины, было предъявлено обвинение по статье 284.1 УК РФ (участие в деятельности иностранной или международной организацией, в отношении которой принято решение о признании ее деятельности нежелательной на территории России), максимальное наказание по которой — четыре года лишения свободы. Ряд СМИ назвали совпадение этих двух событий неслучайным[220].

## Версия следствия

### Апрель 2007 года
Данный раздел составлен на основе ответа следователя В. Колодкина на запрос депутата городской думы Александра Дейны.
По данным предварительного расследования, 26 февраля 2007 около 9 утра Фёдорова осуществляла запланированное ею умышленное убийство своей трёхлетней дочери Алисы, мешавшей ей своим существованием в устройстве личной жизни, переместила её из квартиры № 31, находящейся на третьем этаже дома № 26 по ул. Космонавтов Великого Новгорода, где они проживали, на лестничную площадку.
Вслед за этим, полагая, что очевидцы происшествия в подъезде дома отсутствуют, инсценируя падение своей дочери с высоты третьего этажа вследствие несчастного случая, Фёдорова, как мать, достоверно зная возраст Алисы, сознавая, что дочь в силу её малолетнего возраста, физического и психического развития, не способна в полной мере осознать преступный характер действия своей матери, и оказать ей какое-либо сопротивление, умышленно, с целью лишения жизни, протащила дочь через металлические прутья ограждения межлестничного проема, так, что та оказалась за пределами безопасной зоны и несколько секунд продолжала удерживать её руками на весу. Вслед за этим Фёдорова, продолжая реализовывать свой преступный умысел, разжала пальцы рук, тем самым сбросив свою дочь в лестничный проём, отчего произошло её падение с последующим ударом головой и телом о каменный пол лестничной площадки первого этажа.
Однако запланированное преступление Фёдоровой не удалось довести до конца по независящим от неё обстоятельствам, поскольку в результате падения с высоты и удара об каменный пол смерть не наступила, последней были причинены телесные повреждения в виде перелома нижней челюсти слева, полного вывиха трёх зубов, сотрясения головного мозга, ушибленной раны подбородка и кровоподтёка правой паховой области, чем был причинен средней тяжести вред здоровью, как повлёкший за собою длительное расстройство здоровья свыше трёх недель.
22 марта 2007 года прокуратурой Великого Новгорода по материалам проверки было возбуждено уголовное дело № 9973 в отношении Фёдоровой Антонины Валерьевны 1985 года рождения по признакам преступления предусмотренного ч.3 ст.30 ст. 105 УК РФ.
9 апреля 2007 года Фёдорова была допрошена в качестве подозреваемой; избрана мера пресечения в виде подписки и надлежащем поведении.
В ходе доследственной проверки и на допросах в качестве подозреваемой и обвиняемой Фёдорова давала путаные, непоследовательные показания, имевшие целью оправдать свои действия и представить совершённое ею преступление несчастным случаем.
Вина Фёдоровой в совершении преступления доказана показаниями несовершеннолетнего свидетеля (мальчик 11 лет, стоявший в момент инцидента на площадке 4 этажа), непосредственно наблюдавшего за преступными действиями в момент их совершения.

### Декабрь 2007 года
20 декабря Мартыновой было уточнённое обвинение:
«Мартынова безразлично относилась к своей дочери, придавая её жизни и здоровью меньшее значение, чем своему личному благополучию и своим дальнейшим планам, полагая, что наличие малолетнего ребёнка может стать препятствием для устройства её личной жизни, учитывая, что она находится в разводе с отцом Алисы и с ним не проживает, желая вызвать чувство жалости со стороны своего сожителя Мартынова К. К., приняла решение избавиться от дочери путём убийства».

### Апрель 2008 года
В  статье «Российской газеты» от 16 апреля процитированы следующие строки из обвинительного заключения: «Мартынова безразлично относилась к своему ребёнку, воспитанием дочери фактически занималась бабушка. Однако, не желая отказываться от ребёнка, чтобы не оказаться плохой матерью в глазах знакомых, приняла решение избавиться от дочери путём убийства, придав случившемуся вид несчастного случая».

### Критика высказываний следствия
- 20 апреля 2007 прокурор города А. Ефимов заявил[224] корреспонденту «Газеты. Ru»: «…уже установлено экспертизой, что ребёнка именно выпихивали через перила, девочка не смогла бы пролезть через них самостоятельно». В блоге Кирилла Мартынова имеются фотографии[225], направленные на опровержение этого заявления.

В дальнейшем официальные лица воздерживались от подобных утверждений, однако в статье Владимира Богданова, написанной с точки зрения обвинения («Российская газета», 29 июля 2008 года), оно повторяется: «Эксперты установили, что девочка самостоятельно не могла пролезть через прутья ограждения: они слишком узки даже для ребёнка её возраста». Других доказательств по делу, кроме показаний мальчика, в статье не приводится; о том, что в своих показаниях мальчик утверждал о протаскивании ребёнка через те же самые прутья, статья также умалчивает.

## Версия защиты

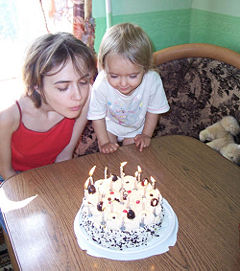
Антонина и Алиса на дне рождения Алисы 26.7.2006. Фотография, широко распространившаяся в Рунете в апреле 2007 года
Фото Кирилла Мартынова

Данный раздел составлен на основе сетевых высказываний Мартыновых и их друзей. Сколько-нибудь подробная информация о защите на суде в открытых источниках отсутствует.
Антонина родом из Великого Новгорода, где проживает её мать Нинель Булатовна. Нинель Булатовна, Антонина и Алиса прописаны в комнате в общежитии секционного типа. 2 февраля Антонина и Алиса, проживающие с октября 2006 года в Москве с Кириллом, поехали в Новгород в гости к матери Антонины — навестить её, а также забрать аттестат из НовГУ — Антонина собиралась летом поступать на философский факультет МГУ. Визит не планировался долгим, однако они задержались из-за болезни Алисы.
26 февраля в 9 утра Нинель Булатовна пошла на работу. Дверь на лестничную клетку решили не запирать — дети соседей громко стучат в неё ногами, когда возвращаются из школы, забыв ключи (у Алисы в это время дневной сон).
Алиса сидела в комнате и ела конфеты, которые ей дали, чтобы отвлечь от ухода бабушки. Антонина вышла в ванную чистить зубы. Вернувшись, она увидела, что ребёнка нет, и побежала её искать. Выбежав на лестничную площадку (широкую, поэтому расстояние от двери там большое), она увидела, что Алиса, успев пролезть в зазор между прутьями перил, стоит за перилами на уступе шириной 12 см.
Антонина молча (чтобы не напугать) бросилась к ней, но не успела её схватить. Алиса упала вниз, на два лестничных пролёта. Антонина побежала вниз звать на помощь, вызвала «скорую», их увезли в больницу.
В то же время на лестничной клетке этажом выше находился одиннадцатилетний мальчик — друг сына соседей. Он побежал к соседям и сказал, что «одна девочка сбросила другую девочку»; видимо, после этого соседи вызвали милицию. Милиция приехала в больницу, где взяла с Антонины, находящейся в шоковом состоянии, показания, пока ребёнок был на диагностике.
Через трое суток Антонине с ребёнком предложили покинуть больницу, сославшись на отсутствие мест. Медики зафиксировали повреждения средней тяжести (из-за травмы челюсти). Они покинули больницу. Семья не стала возвращаться в Москву, поскольку они по-прежнему опасались за здоровье ребёнка, к тому же у Алисы новгородский полис. В Новгороде живут родственники, которые хотели помочь в период реабилитации. Семье не хотелось возвращаться на место трагедии, поэтому Антонина и Нинель Булатовна сняли квартиру в пригороде Новгорода.
С момента событий прошло три недели. Антонина и Алиса собирались возвращаться домой (18 марта у Антонины день рождения, его хотели провести уже в Москве, Алиса оправилась и могла без труда переносить поездку). Однако 16 марта к Антонине пришёл оперативный работник милиции. Он вручил ей повестку в городскую прокуратуру «в качестве свидетеля», сказав при этом, что нашли состав преступления, уверены, что это не несчастный случай и будут привлекать Антонину по 105 статье УК РФ «Убийство».
Во время дачи показаний 19 марта Кирилл Мартынов рассказал следователю, что слухи о неблагополучности семьи не имеют под собой оснований. В частности, он предоставил квитанции о переводах денег из Сбербанка, сделанных им 26 февраля и 9 марта на имя Антонины. До этого следователь упирал на то, что Антонина — безработная и безденежная мать-одиночка. Защита утверждает, что Кирилл полностью обеспечивал семью, дав возможность Антонине заниматься ребёнком. По словам свидетелей, Алиса называет Кирилла папой.
Документы, предоставленные защитой, вначале были приобщены к делу, о чём устно было сообщено адвокату, но через несколько дней были из него изъяты с вынесением постановления об отказе в приобщении документов. Обвинение, предъявленное Фёдоровой 19 апреля, заведомо противоречило известным следователю фактам.
Защита Антонины Фёдоровой (Мартыновой) с самого начала следствия настаивала на том, что дело сфабриковано. По её мнению, на это указывали следующие обстоятельства:
- полное отсутствие мотива для убийства: ребёнок вовсе не «мешал личной жизни», как предположила сторона обвинения, а если бы это было и так, ребёнка был согласен взять первый муж Фёдоровой;
- следствие принимало во внимание только показания несовершеннолетнего очевидца и закрывало глаза на документы и свидетельства, характеризующие личность Фёдоровой и отношения между матерью и дочерью, представленные защитой; следствие отказывалось приобщить к делу фотографии семьи до происшествия;
- «выборочный» опрос свидетелей со стороны следствия, в частности, не были официально опрошены врачи «Скорой» и врачи, наблюдавшие её и ребёнка в больнице;
- плохой обзор места происшествия с той точки, где стоял свидетель[228], и возможность ошибочной интерпретации увиденного;
- представители прокуратуры меняли версии случившегося в своих комментариях прессе (сначала речь шла о том, что мать столкнула ребёнка, затем — что подержала над проёмом, а потом отпустила); Кирилл Мартынов полагает, что в одном из таких комментариев прокурор допустил прямую ложь[229].
- мальчик менял показания в ходе следствия, что косвенно подтверждается информацией, попавшей в СМИ: по словам соседки, показанной в программе «Пусть говорят», он сказал, что мать просунула девочку между верхними перекладинами перил и говорила: «Будешь еще? Будешь?», а в интервью[36] в «Новой новгородской газете» 25.04 он уже говорил: «Нет, они даже словами не обменивались. Молча стояли», и речь шла о вертикальных прутьях в нижней части перил; в интервью той же газете он рассказал, что поднимался наверх вместе с другом (соседом Антонины), но друг и его родители это не подтвердили, и в дальнейшем он от этой версии отказался;
- дело было заведено через месяц, а мать была заключена под стражу почти через два месяца после происшествия, и почти всё это время она находилась с ребёнком;
- высота, с которой упал ребёнок, явно недостаточна для умышленного убийства;
- существуют гораздо более простые способы совершения такого преступления;
- предумышленные социально мотивированные убийства матерями двух-трехлетних детей (без психического расстройства, пьянства и т. п.) чрезвычайно редки, если вообще возможны[230];
- протащить по своему желанию живого ребёнка в 14—15-сантиметровый[231] зазор, причём без единого звука (согласно показаниям очевидца), практически невозможно;
- Антонина прошла в Москве независимое исследование на полиграфе («детекторе лжи») у эксперта-полиграфолога Ольги Вячеславовны Белюшиной (заключение гласило «не имела намерений причинять вред своему ребёнку и не причиняла их»); защитой также подано ходатайство о проведении официальной экспертизы на полиграфе, на которое следствие ответило отказом;
- следователь давал предвзятые комментарии в СМИ до вынесения вердикта судом;
- в ходе следствия были допущены многочисленные нарушения уголовного и уголовно-процессуального закона;
- подписка о неразглашении материалов предварительного расследования, отобранная у адвоката, у всех свидетелей и самой обвиняемой после начала публичной кампании в её защиту указывает на наличие в деле грубых нарушений; по мнению адвоката, «когда следствие отбирало данную подписку и засекречивало дело, оно преследовало единственную цель — скрыть отсутствие доказательств»[232];

Согласно заявлению, сделанному Мартыновым после ознакомления с материалами дела по завершении расследования:
- мотив инкриминируемого преступления полностью выдуман следствием и не только не подтверждается какими-либо материалами дела, но и противоречит им;
- показания, которые очевидец давал дважды, являются внутренне противоречивыми и непоследовательными, а из видеозаписи допроса мальчика видно, что ему задавались наводящие вопросы, что является грубым нарушением УПК;
- утверждения сотрудников новгородской прокуратуры о весомых доказательствах вины Антонины, не подлежащих разглашению на стадии предварительного расследования, являлись ложными и делались с целью скрыть противоправный характер действий следствия.

На суде в июле 2008 года выяснилось, что перед приездом милиции очевидец пытался подговорить своего друга сказать, будто он тоже видел, как девочку «сбрасывали»; кроме того, мальчик повторил показания, взятые следователем с помощью наводящих вопросов, согласно которым ведущей рукой в действиях Антонины была правая, в то время как она левша.

## Общественный резонанс
К данному уголовному делу было привлечено значительное внимание, оно широко обсуждалось в русскоязычных ЖЖ-блогах и на других интернет-ресурсах. К этому делу подключились такие известные люди, как телеведущий и блогер Максим Кононенко, члены Общественной Палаты РФ Алексей Чадаев, Валерий Ганичев и Анатолий Кучерена, руководитель рабочей группы ОПРФ по защите прав детей Олег Зыков, депутат Госдумы Евгений Ройзман, депутат Новгородской Думы Александр Дейна, политолог и публицист Егор Холмогоров и адвокат Константин Рыбалов из адвокатской конторы «Барщевский и партнёры». Репортажи об этом деле появлялись на ведущих российских телеканалах и в прессе.
Дискуссии по этой теме, помимо основного вопроса о виновности Фёдоровой, затрагивали ряд сложных аспектов психологического, социального и политического плана, таких как:
- о допустимости оставления маленьких детей без присмотра даже на короткое время;
- о необходимости предварительного заключения лиц, не представляющих общественной угрозы;
- о достаточности показаний одного несовершеннолетнего свидетеля для начала уголовного преследования по тяжкой статье;
- о допустимости воздействия на органы государственной власти, в частности на следствие и прокуратуру, посредством привлечения общественности через интернет;
- о несовершенстве существующей в современной России системы обеспечения прав детей;
- об общей криминальной ситуации в Новгородской области
- о расхождениях между «обычной процессуальной практикой» и УПК;
- о неконституционности отдельных положений УПК;
- о взаимоотношениях между прокуратурой, судом и защитой;
- о соблюдении конституционных принципов открытости и равенства сторон в российских судах;
- о допустимости применения полиграфических экспертиз со стороны защиты на суде;
- о российском суде присяжных и его отличиях от судов присяжных в других странах и другие.

В сетевых обсуждениях отмечали параллели «новгородского дела» с произведениями Ф. Кафки и с делом А. В. Сухово-Кобылина.

## Иные версии
В ходе сетевых обсуждений неоднократно делались попытки дать и другие версии происшедшего, не совпадающие ни с версией самостоятельного выбегания дочери, ни с версией умышленного убийства. Одна из них гласит, что Антонина хотела лишь «попугать свою дочь» (например, чтобы показать опасность такого выбегания), подержав её над межлестничным пространством, но не смогла её удержать. Другая — что Алиса упала по вине Егора. Такие версии иногда подвергались критике за нелогичность или несоответствие тем или иным фактам.

### Комментарии
1. ↑  Сам термин «новгородское дело» был введён в оборот информационным агентством REGNUM 20 апреля 2007 года, поскольку основные события дела происходят в Великом Новгороде.
2. ↑  пункт «в» части 2 статьи 105 через часть 3 статьи 30 УК РФ
3. ↑  в начале процесса состоявшего с ней в сожительстве, а затем официально заключившего с ней брак

### Блоги и статьи
- novgorod_delo — сообщество  «Новгородское дело» в «Живом Журнале» (сообщество сторонников защиты)
- novgorod_sekta — сообщество  «Новгородское дело» в «Живом Журнале» (сообщество сторонников обвинения)
- kmartynov — Кирилл Мартынов в «Живом Журнале» (ранее hvil)

- Исходное сообщение 19 апреля 2007 года
- Любительский следственный эксперимент с девочкой на лестнице, 21 апреля 2007
- Обращение к СМИ 17 декабря 2007 года

- detroyt — Антонина Мартынова (Фёдорова) в «Живом Журнале»

- Рассказ Антонины о пребывании в СИЗО: часть 1 часть 2

- Все сообщения о «новгородском деле» агентства REGNUM
- Заявление рабочей группы по защите прав детей Общественной палаты РФ 02.05.2007
- Подборка сообщений СМИ о деле (апрель — май 2007)
- Подборка ссылок от Е. Холмогорова (апрель — май 2007)
- Краткая характеристика Антонины Фёдоровой, жж-юзера Detroyt
- Дело матери и ребёнка. Тема в Русском журнале.
- Александр Куряков. Крутой рейнджер Колодкин: правосудие по-новгородски
- «Новгородское дело»: как такое случается. Статья члена Общественной палаты РФ Алексея Чадаева, 23.04.2007.
- Статья в «Комсомольской правде» 25.04.2007
- Статья в газете «Взгляд» 28.04.2007
- Статья в «Невском времени» (недоступная ссылка) 08.05.2007
- Интервью с членом ОПРФ Олегом Зыковым
- Статья Андрея Летягина, основанная на точке зрения прокуратуры 09.05.2007
- Блогеры против следователя Колодкина. Статья О. Кашина в «Независимой газете» (май 2007) с личными данными очевидца и его отца
- Антонина Фёдорова: «Я была примерным гражданином до тех пор, пока на меня не завели дело». Интервью, май 2007.
- Екатерина Кронгауз. Прозрачное убийство. Gala, июль 2007
- Екатерина Сажнева. Мать — в одиночку! Московский комсомолец, 05.09.2007
- Эмин Калантаров. Интервью с петлёй на шее (декабрь 2007)
- Шаг в пустоту рядом с матерью Российская газета, 16 апреля 2008.
- Кирилл Мартынов. Как мы стали ведьмами (май 2008)
- Антонина Мартынова: 25 суток Сербского
- Ссылки на материалы, поддерживающие позицию обвинения
- Без оправдания Российская газета, 29 июля 2008.
- Голосовавший против приговора Тони Мартыновой присяжный заседатель оценил исход: "Я потрясен" Московский комсомолец, 15 мая 2024.

### Видео- и аудиоматериалы
- Сюжет на НТВ в передаче «Особо опасен» о криминальной ситуации в Великом Новгороде 21.04.2007

Online 1 Online 2 скачать (51 Мб) (недоступная ссылка)
- Сюжет на ОРТ в программе «Другие новости» 23.04.2007 (текст)
- Сюжет НГТРК «Славия» 28.04.2007 (slavia, вчерашние локальные победы)
- Сюжет новгородской телекомпании «Триада» 28.04.2007 (novgorodskoe delo Triada, второй вчерашний сюжет)
- Репортаж на НТВ в программе «Сегодня» 05.05.2007

Online 1 Online 2 Online 3 flv (67 Мб) wmv (10 Мб) Текст
- Обсуждение на радио «Эхо Москвы» 07.05.2007

Online 1 Online 2 flv (20 Мб) mp3 (8 Мб) (недоступная ссылка) Текст 1 Текст 2
- Сюжет в программе «Вести.net» на канале ВЕСТИ (НТВ+) 12.05.2007
- Программа «Пусть говорят»novgorod_delo: Малахов FULL (съёмка 27.4.2007 (без темы), эфир 16.5.2007)
- Видеообращение Антонины к поддержавшим её пользователям Живого Журнала, 13.05.2007 (пост в ЖЖ, online)
- Сюжет 2.8.2007 на канале РЕН ТВ (видео, текст)
- (англ.) Сюжет 1.10.2007 на канале Russia Today (видео, текст)
- Сюжет в программе Н. Н. Дроздова «В мире людей» на Первом канале (эфир 26.05.2008)
- Программа «Радиоблог» на «Радио Свобода» 01.06.2008: .mp3 (недоступная ссылка) .wma (недоступная ссылка) .rm (недоступная ссылка) текст
- Программа «Человек имеет право» на «Радио Свобода» 14.06.2008: .mp3 (недоступная ссылка) .wma (недоступная ссылка) .rm (недоступная ссылка)
- Сюжет на Вести. Ru
- Сюжет в телепередаче «Главный герой» на НТВ 21.09.08